# ملک‌جهان خزایی
ملک‌جهان خزاعی (زاده ۱۹ مرداد ۱۳۲۸) طراح صحنه و لباس در سینما و تئاتر ایران است. «شازده احتجاب» به کارگردانی بهمن فرمان آرا نخستین طراحی صحنه او در ایران است.

## زندگی
ملک‌جهان خزایی سال ۱۳۲۸ خورشیدی در روستای حیدرآباد شهرستان تربت حیدریه متولد شد.
در چهارده سالگی به انگلستان رفت و در سن شانزده سالگی وارد دانشگاه شد. وی در سال ۱۹۶۷م در رشته هنرهای زیبا (نقاشی و مجسمه‌سازی) از دانشگاه لندن فارغ‌التحصیل شد و در ۱۹۷۲م در رشته مدیریت هنری از مدرسه «افلید یونیورسیتی کالج لندن» فوق لیسانس گرفت و دوره کارآموزی را در «رویال‌شکسپیر» گذراند.
او پیش از شروع فعالیت در سینما، سال ۱۹۷۰م در «رویال‌کورت» لندن طراح صحنه و لباس بود. خزایی در همین سال‌ها نویسنده و تصویرگر دو کتاب «سنگ صبور» و «شاهزاده آهو» در فرانسه بود و جایزه بهترین نویسنده و تصویرگر کتاب سال را دریافت کرد به‌عنوان نویسنده برگزیده انجمن زنان در فرانسه شناخته شد.
وی در آنجا طراحی صحنه و لباس نمایش‌های مهابهارتا، این موجود شگفت‌انگیز، دون ژوان و رستمی دیگر اسفندیاری دیگر را بر عهده گرفت و تجربیات بیش‌تری اندوخت. خزایی در سال ۱۹۷۲م به دعوت وزارت فرهنگ و هنر وقت به ایران بازگشت و با سمت طراح دائمی اداره تئاتر به کار پرداخت.
در این سال‌ها با هنرمندانی چون عزت‌الله انتظامی، داوود رشیدی و رکن‌الدین خسروی در بیش از ۴۵ نمایش از جمله: «سنگ و سرنا» (نصرت پرتوی)، «بنگاه تئاترال» (بنگاه تاترال) (علی نصیریان)، «غروب در دیاری غریب»، «قصه ماه پنهان» و «سگی در خرمن‌جا» (هرسه به کارگردانی عباس جوانمرد) همکاری کرد.
خزایی در همین سال‌ها در ایران طراح صحنه و لباس چند سریال تلویزیونی از جمله: «سمک عیار» و «افسانه‌های کهن فارسی»؛ و هم‌چنین در اروپا، طراح صحنه و لباس فیلم‌های «صحرای تاتارها»، «ملاقات با مردان استثنایی»، «رقص‌های مقدس»، «در غربت»، «مهابهارتا» و «اولین پل» بوده است. فیلم «شازده احتجاب» (بهمن فرمان‌آرا) نخستین فیلم سینمایی است که ملک‌جهان خزاعی طراحی صحنه و لباس آن را در ایران انجام داد.
او در سال‌های قبل از انقلاب در چند فیلم دیگر کار کرد که شاخص‌ترین آن‌ها «سایه‌های بلند باد» و «ملکوت» است. خزایی در سال‌های بعد از انقلاب اسلامی پس از تجربه‌های فراوانی که در انگلستان و فرانسه کسب کرده بود، طراحی صحنه و لباس تعداد زیادی از فیلم‌های سینمایی را عهده‌دار بود که از آن جمله می‌توان «بلندی‌های صفر»، «عاشق فقیر»، «دل و دشنه»، «ضیافت»، «غزال»، «فصل پنجم»، «تولد یک پروانه»، «دو زن»، «صنم»، «دختران خورشید»، «نسل سوخته»، «تیک»، «باران»، «دختری به‌نام تندر»، «بانوی کوچک» و «دخیل» را نام برد.
ملک‌جهان خزایی سال ۱۹۷۲ میلادی با دعوت «وزارت فرهنگ و هنر» به ایران بازگشت و با سمت طراح دائمی اداره تئاتر به حرفه خود ادامه داد.
طراحی صحنه مراسم افتتاحیه و مراسم اختتامیه سی و سومین جشنواره فیلم فجر را ملک‌جهان خزایی عهده‌دار بود.
خزایی مادر رفیع پیتز (کارگردان و نویسنده) می‌باشد.

## افتخارات
- برنده لوح زرین انتخاب ویژه سال[چه سالی؟]
- سیمرغ بلورین بهترین طراحی صحنه بخش مسابقه بین‌الملل دوره شانزدهم فیلم فجر (۱۳۷۶) برای فیلم تولد یک پروانه
- سیمرغ بلورین بهترین صحنه آرایی بخش مسابقهٔ سینمای ایران دورهٔ دوازدهم فیلم فجر (۱۳۷۲) برای فیلم بلندیهای صفر

## فیلمشناسی
| عنوان            | سال  | طراح صحنه | طراح لباس | سایر سمت‌ها           |
| ---------------- | ---- | --------- | --------- | -------------------- |
| شازده احتجاب     | ۱۳۵۳ |           | آری       |                      |
| ملکوت            | ۱۳۵۵ |           | آری       |                      |
| شازده احتجاب     | ۱۳۵۳ |           | آری       |                      |
| سایه‌های بلند باد | ۱۳۵۷ | آری       | آری       |                      |
| بلندیهای صفر     | ۱۳۷۲ | آری       | آری       |                      |
| دل و دشنه        | ۱۳۷۳ | آری       | آری       |                      |
| عاشق فقیر        | ۱۳۷۴ | آری       | آری       |                      |
| غزال             | ۱۳۷۴ |           |           | مشاور و مدیر هنری    |
| ضیافت            | ۱۳۷۴ | آری       |           |                      |
| دو زن            | ۱۳۷۷ | آری       | آری       |                      |
| نسل سوخته        | ۱۳۷۸ | آری       | آری       |                      |
| دختران خورشید    | ۱۳۷۸ | آری       | آری       |                      |
| صنم              | ۱۳۷۸ | آری       |           | نویسنده و طراح پوستر |
| زیر پوست شهر     | ۱۳۷۹ |           |           | با تشکر از           |
| دختری بنام تندر  | ۱۳۷۹ | آری       | آری       |                      |
| دخیل             | ۱۳۸۰ | آری       | آری       |                      |
| تیک              | ۱۳۸۰ | آری       | آری       |                      |
| اشک سرما         | ۱۳۸۲ | آری       | آری       |                      |
| تنهام نگذار      | ۱۳۸۳ | آری       | آری       |                      |
| زمستان است       | ۱۳۸۴ | آری       | آری       | طراح هنری            |
| هفت و پنج دقیقه  | ۱۳۸۷ | آری       | آری       |                      |
| شکارچی           | ۱۳۸۷ | آری       | آری       |                      |
| تردید            | ۱۳۸۷ | آری       | آری       |                      |
| تولد یک پروانه   | ۱۳۷۶ |           | آری       |                      |
| فصل ماهی سفید    | ۱۳۹۸ | آری       | آری       |                      |
| جیران            | ۱۴۰۱ |           | آری       |                      |